# 23 (DIMENSIONのアルバム)
『23』(トゥエンティスリー)は、DIMENSIONの24枚目のオリジナルアルバム。2010年11月10日にZAIN RECORDSから発売された。

## 概要
前作『22』から約1年ぶりのリリースであり、2010年1作目の作品。
「Steppin Out」はテレビ東京「ゴルフの真髄」のエンディングテーマとして起用された。同番組のテーマ曲でインスト曲が使われたのは本作で初となる。

## 批評
CDジャーナルは「その自己のスタイル、ペースにはブレがない。何をすべきか明確に見えているようだ」と評した。

## 収録曲
（全作曲・編曲：DIMENSION）
1. After The Rainbow
2. Evolution
3. Steppin Out!
4. Slash
5. Red Moon
6. Story
7. You Never Know
8. Change
9. Yellow Line
10. Scratch

## レコーディング参加
- 増崎孝司 - ギター
- 小野塚晃 - キーボード
- 勝田一樹 - サックス
  - Paul Wartico - ドラム(#1, 8)
  - 則竹裕之 - ドラム(#4, 5)
  - 吉田太郎 - ドラム(#7, 9)
  - 坂東慧（T-SQUARE） - ドラム(#2, 6)
  - 川崎哲平 - ベース(#1, 2, 4 - 10)
  - 藤崎昌弘 - プログラム